# Nicholas Anderson
Nicholas Anderson (3 de febrero de 1975) es un deportista estadounidense que compitió en remo como timonel. Ganó cuatro medallas en el Campeonato Mundial de Remo entre los años 1997 y 2000.

## Palmarés internacional
| Campeonato Mundial | Campeonato Mundial      | Campeonato Mundial | Campeonato Mundial |
| Año                | Lugar                   | Medalla            | Prueba             |
| ------------------ | ----------------------- | ------------------ | ------------------ |
| 1997               | Aiguebelette (Francia)  | Medalla de oro     | Dos con timonel    |
| 1998               | Colonia (Alemania)      | Medalla de bronce  | Dos con timonel    |
| 1999               | St. Catharines (Canadá) | Medalla de oro     | Dos con timonel    |
| 2000               | Zagreb (Croacia)        | Medalla de oro     | Dos con timonel    |